# Motor transversal
Na engenharia automobilística, o motor transversal é montado perpendicularmente ao comprimento do carro. É mais utilizado em carros com motores dianteiros.